# NGC 6462
NGC 6462 este o galaxie situată în constelația Dragonul. A fost descoperită în 5 iunie 1885 de către Lewis A. Swift.